# جو ینگژی
جو ینگژی (انگلیسی: Ju Yingzhi؛ زادهٔ ۲۴ ژوئیهٔ ۱۹۸۷) بازیکن فوتبال اهل چین است.
از باشگاه‌هایی که در آن بازی کرده‌است می‌توان به باشگاه ایسترن اسپورتز و باشگاه فوتبال دالیان هایچانگ اشاره کرد.
وی همچنین در تیم‌های ملی فوتبال زیر ۲۰ سال چین، زیر ۲۳ سال هنگ کنگ، و هنگ کنگ بازی کرده‌است.